# Hewa-Bora-Airways-Flug 952
Der Linienflug Hewa-Bora-Airways-Flug 952 von Kinshasa nach Kisangani (beides DR Kongo) endete in einem Flugunfall, bei dem am 8. Juli 2011 eine Boeing 727 beim Landeanflug auf den Flughafen Kisangani-Bangoka abstürzte.

## Unfall
Der Unfall ereignete sich gegen 15:00 Ortszeit beim Landeanflug auf den Flughafen Kisangani-Bangoka. Zu dieser Zeit regnete es sehr stark, wobei die Sicht eingeschränkt war. Die genaue Unfallursache ist derzeit unbekannt.
Laut Angaben der Fluggesellschaft Hewa Bora Airways befanden sich auf dem Flug 952 insgesamt 118 Personen, davon 6 Besatzungsmitglieder. Diese Zahlen weichen bei verschiedenen Quellen allerdings ab.
Unter den Opfern befand sich der römisch-katholische Bischof von Isangi, Camille Lembi Zaneli.

## Auswirkungen
Gegen die Fluggesellschaft Hewa Bora Airways ist ein Landeverbot in der  Europäischen Union in Kraft.
Nach dem Absturz von Flug 952 hat das Verkehrsministerium der Demokratischen Republik Kongo der Fluggesellschaft am 13. Juli 2011 auch die Fluglizenz entzogen. Sie nahm unter dem neuen Namen flyCongo ihren Betrieb später wieder auf.